# Мало (остров, Соломоновы острова)
Мало (англ. Malo) — остров в Меланезии, относится к группе Санта-Крус. Административно входит в состав провинции Темоту меланезийского государства Соломоновы Острова.

## География
Остров Мало расположен к востоку от основной цепи архипелага Соломоновых островов, севернее Новых Гебрид.